# Roda Sport in het seizoen 1960/61
Het seizoen 1960/1961 was het zevende jaar in het bestaan van de Kerkraadse betaaldvoetbalclub Roda Sport. De club kwam uit in de Nederlandse Tweede divisie en eindigde daarin op de zesde plaats. Tevens deed de club mee aan het toernooi om de KNVB Beker, hierin werd de club in de eerste ronde uitgeschakeld door VVV (0–3).

## Wedstrijdstatistieken

### Tweede divisie
|       | Baronie | De Graafschap | Haarlem | Hilversum | LONGA | N.E.C. | Oldenzaal | PEC   | Rigtersbleek | Tubantia | UVS   | De Valk | Velox | Wilhelmina | Zeist | Zwartemeer | Zwolsche Boys |
| ----- | ------- | ------------- | ------- | --------- | ----- | ------ | --------- | ----- | ------------ | -------- | ----- | ------- | ----- | ---------- | ----- | ---------- | ------------- |
| Thuis | 1 – 0   | 1 – 0         | 4 – 1   | 1 – 0     | 0 – 1 | 3 – 1  | 2 – 0     | 5 – 1 | 4 – 1        | 5 – 1    | 6 – 2 | 3 – 0   | 2 – 1 | 3 – 0      | 1 – 2 | 3 – 2      | 3 – 1         |
| Uit   | 0 – 1   | 1 – 0         | 1 – 0   | 4 – 2     | 2 – 3 | 4 – 3  | 2 – 1     | 2 – 0 | 2 – 1        | 3 – 1    | 1 – 1 | 3 – 5   | 4 – 2 | 5 – 4      | 0 – 1 | 0 – 0      | 1 – 0         |

### KNVB beker
| Groepsfase                                         | Rapid JC                                                            | 1 – 0 (1 – 0) | Roda Sport                                           |
| 13 augustus 1960 Plaats: Kerkrade Kaalheide        | Hubert Hanneman 48'                                                 |               |                                                      |
| Groepsfase                                         | Roda Sport                                                          | 2 – 1 (0 – 0) | VVH '16                                              |
| 17 augustus 1960 Plaats: Kerkrade Jonkerbergstraat | Rik Aspers 62' Richard Kikken 76'                                   |               | 74' Sjaak van Loo                                    |
| Groepsfase                                         | Limburgia                                                           | 0 – 3 (0 – 0) | Roda Sport                                           |
| 30 oktober 1960 Plaats: Brunssum Venweg            |                                                                     |               | –' (pen.) Gerard Hoenen Joseph Büttgen Frits Janssen |
| Groepsfase                                         | Roda Sport                                                          | 3 – 2 (1 – 2) | MVV                                                  |
| 12 februari 1961 Plaats: Kerkrade Jonkerbergstraat | Ludwig Klaus 8' Gerard Hoenen 47', 60' (pen.)                       |               | 25' (pen.) André Ravestijn –' (e.d.) Jos Jongen      |
| 1e ronde                                           | VVV                                                                 | 3 – 0 (1 – 0) | Roda Sport                                           |
| 29 april 1961 Plaats: Venlo De Kraal               | Cor de Meulemeester 20' Hans Sleven 72' Ton van den Hurk 75' (pen.) |               |                                                      |

## Statistieken Roda Sport 1960/1961

### Eindstand Roda Sport in de Nederlandse Tweede divisie 1960 / 1961
| Stand | Gespeeld | Gewonnen | Gelijk | Verloren | Punten | Doelpunten voor | Doelpunten tegen |
| ----- | -------- | -------- | ------ | -------- | ------ | --------------- | ---------------- |
| 6e    | 34       | 19       | 2      | 13       | 40     | 72              | 49               |

### Topscorers
| #                | Naam                         | Goal |
| ---------------- | ---------------------------- | ---- |
| 1.               | Rik Aspers                   | 31   |
| 2.               | Gerard Hoenen                | 13   |
| 3.               | Joseph Büttgen               | 9    |
| 3.               | Hens Fischer                 | 9    |
| 5.               | Ludwig Klaus                 | 5    |
| 6.               | Jeu Olieschlägers            | 2    |
| 7.               | Richard Kikken               | 1    |
| Eigen doelpunten |                              |      |
| –                | Willy Cornelissen (N.E.C.)   |      |
| –                | Wil Steigerwald (Wilhelmina) |      |
| Totaal           | Totaal                       | 72   |

| #      | Naam           | Goal |
| ------ | -------------- | ---- |
| 1.     | Gerard Hoenen  | 3    |
| 2.     | Rik Aspers     | 1    |
| 2.     | Joseph Büttgen | 1    |
| 2.     | Frits Janssen  | 1    |
| 2.     | Richard Kikken | 1    |
| 2.     | Ludwig Klaus   | 1    |
| Totaal | Totaal         | 8    |